# کویا کازاما
کویا کازاما (انگلیسی: Koya Kazama؛ زادهٔ ۱۶ آوریل ۱۹۹۳) بازیکن فوتبال اهل ژاپن است.
از باشگاه‌هایی که در آن بازی کرده‌است می‌توان به باشگاه فوتبال کاوازاکی فرونتال اشاره کرد.